# افيا بيلانكا
افيا بيلانكا (بالإنجليزية: AviaBellanca Aircraft)‏ هي شركة أمريكية لتصميم وتصنيع الطائرات. كانت قبل عام 1983م تعرف باسم شركة طائرات بيلانكا. تأسست الشركة في عام 1927م من قبل جوزيبي ماريو بيلانكا. ويقع مقرها في ألكساندريا، الإسكندرية.

## وصلات خارجية
- الموقع الإلكتروني